# Широкая улица (Львов)
Широкая улица — улица в Зализнычном районе Львова, местности Левандовка. Соединяет улицы Таллинскую и Роксоланы. Образовывает перекресток с улицами Сяйво и Левандовской.

На протяжении истории несколько раз меняла свое название, на протяжении 1926—1933 называлась улица Шевченка, современное названий получила в 1946 году.

Застройка улицы — одно- и двухэтажный конструктивизм, 9-етажные дома 1970—1980-х годов, одноэтажная коттеджная застройка 2000-х годов.
По адресу Широкая улица, 81-а, находится греко-католический храм Вознесения Господнего, построенный в 1993—2001 гг. Значительная часть жилых домов улицы построена силами Львовской железной дороги, так как в Левандовке традиционно живут работники железной дороги.
По Широкой улице курсирует ряд городских автобусных маршрутов. Также с 1989 года проложена тролейбусная линия — от улицы Суботовской до Сяйво.